# 林景福
林 景福（はやし けいふく、天正6年（1578年）- 慶長16年（1611年））は安土桃山時代から江戸時代前期にかけての朝鮮国からの帰化人で、薩摩国島津氏の臣下。元の姓は朴。法号は仙朝坊。子は林鎮澄。
朝鮮国慶尚道の出身で実名を「朴 景福」という。文禄3年（1594年）に文禄・慶長の役で朝鮮へ出征した島津勢により連れ帰られると、日本へ帰化して島津義久へ奉公した。後に国分衆中となる。
義久が病になった際、景福は一人で小島へ渡ったり、霧島の火井（天然ガスの噴出口）に籠るなどして義久の平癒を祈願した。その義久が慶長16年（1611年）に病死すると、景福は殉死を遂げた。享年34。
なお、子の鎮澄は島津義弘の娘の御下に奉公し、子孫は佐志（現・薩摩郡さつま町）に移った。

## 辞世
- 「君は花 惜とすれと 春風に 散てやもとの 根にかへるらん」
- 「ともなくて いかてか跡に 残るべき 兎にも角にも 君の行く末」